# 杜業
杜业（？—1年），字君都，中国西汉南阳郡杜衍县（今河南省南阳市卧龙区一带）人。杜周曾孙，杜延年之孙，杜缓子。
汉成帝即位时（前33年），嗣父杜缓之爵为建平侯。杜业娶汉元帝之女潁邑公主为妻，任太常，多次上疏言得失，不附权贵，与丞相翟方进不和，坐法免官就建平国。后为函谷关都尉。汉哀帝即位，上书指出外戚王氏世代专权，下自佐史上至大吏均为权臣之党，建议重用朱博。又言宜为哀帝的父亲定陶恭王立庙京师，尊哀帝的母亲丁氏为帝太后，以彰孝道。被采纳，再次征为太常。为外戚王氏忌恨，后左迁上党都尉，被弹劾选举不实免官就国。汉哀帝崩，王莽擅权秉政，凡曾建议立庙尊号者皆免官，杜业以此忧恐病死，谥号荒。
| 前任： 杜緩 | 西汉建平侯 前33年—1年  | 繼任： 杜輔 |
| 前任： 史習 | 西汉太常 前20年—前13年 | 繼任： 蕭尊 |
| 前任： 劉常 | 西汉太常 前3年—前1年   | 繼任： 丙昌 |